# Glühbirnen von Dendera

Zeichnung eines Reliefs an der Südwand der Krypta

Die Glühbirnen von Dendera (auch Hen-Behälter) sind ein Motiv mit blasenförmigen Behältern, in denen sich eine Schlange schlängelt, im Hathortempel von Dendera. Laut dem umgebenden Text zeigt es den ägyptischen Schöpfungsmythos. Die Reliefs werden in die Regierungszeit von König (Pharao) Ptolemaios XII. Neos Dionysos (um 30 v. Chr.) datiert.

## Beschreibung der Reliefs
Im Hathortempel von Dendera gibt es mehrere Reliefs mit der Gottheit Harsomtus in Gestalt einer Schlange, die einer Lotusblüte auf einem Schiff entspringt. Die sogenannten Glühbirnen von Dendera sind eine Variation dieses Motivs. Hier wird Harsomtus in einem blasenförmigen Behälter namens hn gezeigt, der wahrscheinlich den Mutterleib der Himmelsgöttin Nut darstellt und Hen-Behälter genannt wird. Nahe verwandt ist das Motiv „Gott ruht auf der Lotusblume“.
Diese Reliefs zeigen den allmorgendlichen Aufgang der Sonne in allegorischer Form, wie sie seit dem Neuen Reich überliefert ist. Die begleitenden Texte beschreiben die religiös-kultischen Aussagen der Reliefs.
Der ägyptische Gott Harsomtus steigt in Gestalt einer Schlange am Morgenhimmel, aus der Unterwelt in Form des Mutterleibs der Himmelsgöttin Nut, dem Hen-Behälter, empor. Harsomtus und der Hen-Behälter entspringen einer Lotosblüte. Gestützt werden die Hen-Behälter entweder von einer Figur oder von einem Djed-Pfeiler mit Armen, die  entweder den Hen-Behälter oder die Schlange trägt. Unter dem Hen-Behälter hocken ein bis drei kleinere Figuren, die Luftgottheiten darstellen. Sie blicken entweder geschlossen in eine Richtung blicken oder schauen einander an. Das gesamte Arrangement ruht auf einer Papyrusbarke. In zwei Reliefs wird Harsomtus von Upu, in Gestalt eines messerbewehrten, aufrecht stehenden Pavian, beschützt.
In der Ägyptologie werden diese Motive auch als „ungewöhnliche Kultgegenstände“, „blasenförmige Behälter“ oder als „Hen-Gefäße“ bezeichnet. Die Hieroglyphen wurden 1991 von Wolfgang Waitkus übersetzt und die einzelnen Komponenten der Reliefs ihren Funktionen und Götterfiguren zugeordnet.

## Ort
Die Reliefs und die Räume, in denen sie angebracht sind, wurden entsprechend Waitkus 2002 nummeriert und benannt. Drei Motivgruppen befinden sich in einer östlichen Seitenkammer (Kapelle, Raum G) im Erdgeschoss, drei weitere Motivgruppen in einem Kellerraum (Krypta Süd 1 C).
Zusätzliche Motivgruppen befinden sich im Obergeschoss des Tempels und im Sanktuar des Isisheiligtum. Während die Reliefs in den Krypten in blankem, polierten Stein gearbeitet sind, weisen die Reliefs in den oberen Stockwerken Spuren von Farbe und Vergoldung auf.
Die tatsächlichen, plastischen Kultgegenstände wurden vermutlich in den Krypten aufbewahrt und mit Beginn des Neujahrsfestes hervorgeholt und an ihrem vorbestimmten Kultplatz aufgestellt. Die Krypten dienten als Magazin und waren, ausgehend von den jeweiligen Inschriften, verschiedenen religiösen Feiertagen und Festlichkeiten zugewiesen.

## Inschriften
Hier werden die Inschriften aus zu den sechs Motivgruppen aus Kapelle (Raum G) und Krypta (Süd 1 C) wiedergegeben.
Die Inschriften haben unter anderem die Feste „Sed-Fest“, „Neumond-Feier im vierten Monat der Peret-Jahreszeit“ und „Neujahrsfest“ zum Thema und sind den Gottheiten Harsomtus, Thot und Resomtus gewidmet. Sie wurden wie folgt übersetzt:
| Objekt (Ortsangabe)             | Text | Relief |
| ------------------------------- | --- | ------ |
| Objekt 1a Raum Süd 1-C Südwand  | Nachtbarke des Sonnengottes Worte zu sprechen von Harsomtus, dem großen Gott, der in Dendera weilt, der sich in den Armen der Ersten in der Nachtbarke befindet, erhabene Schlange, dessen Chentj-Statue Heh trägt, dessen Mannschaft seine Vollkommenheit trägt, wegen dessen Ba die Erscheinende (Hathor) im Himmel erschienen ist, dessen Gestalt die Verehrer verehren, der als Einzigartiger kommt, umringelt von seiner Stirnschlange, mit zahlreichen Namen an der Spitze der Chui-en-hesen, dem Machtbild des Re im Land-des-Atum (Dendera), dem Vater der Götter, der alles geschaffen hat. Gold als sein Metall, Höhe: vier Handbreit.                                             |        |
| Objekt 2a Raum Süd 1-C Südwand  | Tagesbarke des Sonnengottes Worte zu sprechen von Harsomtus, dem großen Gott, der in Dendera weilt, dem lebenden Ba in der Lotosblüte der Tagesbarke, dessen Vollkommenheit die beiden Arme des Djed-Pfeilers tragen als sein Seschemu-Bild, während die Kas auf ihren Knien sind mit gebeugten Armen. Gold und alle kostbaren Steine, Höhe: drei Handbreit. |        |
| Objekt 3a Raum Süd 1-C Nordwand | Tagesbarke des Sonnengottes Worte zu sprechen von Harsomtus, dem großen Gott, der in Dendera weilt, der aufgeht aus der Lotosblüte als lebender Ba, dessen Vollkommenheit erhoben wird von den Kematju-Bildern seines Ka, dessen Seschemu-Bild verehrt wird von der Mannschaft der Tagesbarke, dessen Leib der Djed-Pfeiler trägt, unter dessen Seschemu-Bild die Uranfängliche ist und dessen Majestät die Genossen seines Ka tragen. Gold, Höhe: eine Elle. Bei der Affenfigur findet sich folgende Beischrift: Dein Name ist vollkommen als 'Upu', dein Gesicht ist das einer Kröte. Ich habe deine Feinde mit dem Messer niedergemetzelt und ich fälle deinen Gegner in der Richtstätte. |        |
| Objekt 1b Raum G Südwand        | Harsomtus im Hen-Behälter der Nachtbarke, in deren Inneren vier Figuren sind. Die Figur des Heh ist an seinem (meint Harsomtus) Vorderteil, während diese Blüte an seinem Ende ist und das Wasser unter ihm. Gold als sein Metall, Höhe: vier Handbreit. |        |
| Objekt 2b Raum G Nordwand       | Harsomtus in seiner Barke. Gold und alle kostbaren Steine, Höhe: drei Handbreit. |        |
| Objekt 3b Raum G Nordwand       | Harsomtus von Ober- und Unterägypten, die Sata-Schlange, die aus der Blüte kommt, den der Hen-Behälter enthält, zu dessen Seiten die vier Figuren mit menschlichen Gesichtern sich befinden, unter dessen Kopf die Figur des Heh auf dem Serech an der Spitze seiner Barke ist. Der Juf-Affe mit dem Gesicht einer Kröte und mit den Messern in seinen beiden Händen ist vor ihm, wie die beiden Figuren, die den vorderen Teil dieser Blüte tragen |        |

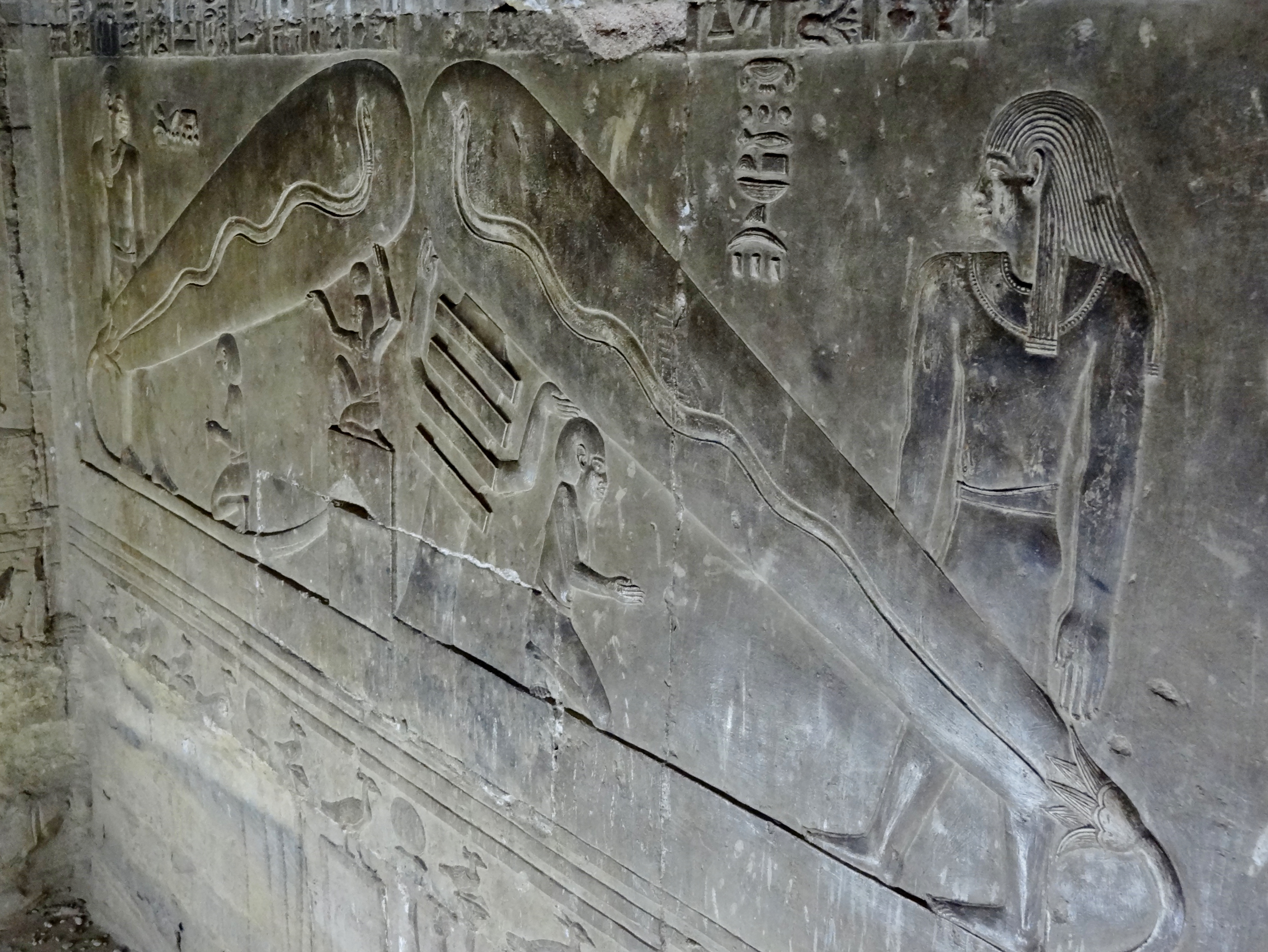
Relief an der Südwand der Krypta, Objekt 1a und 2a
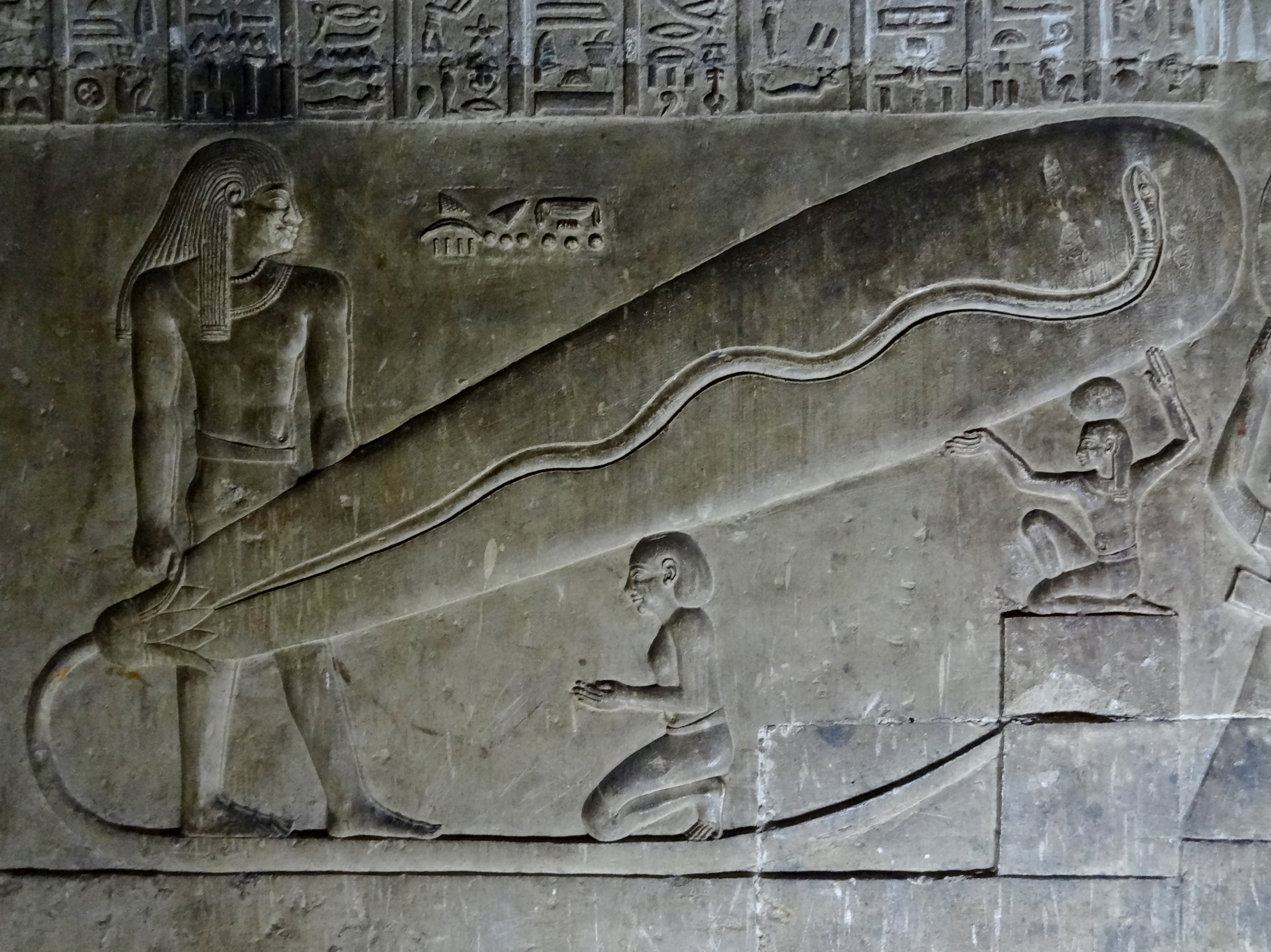
Objekt 1a
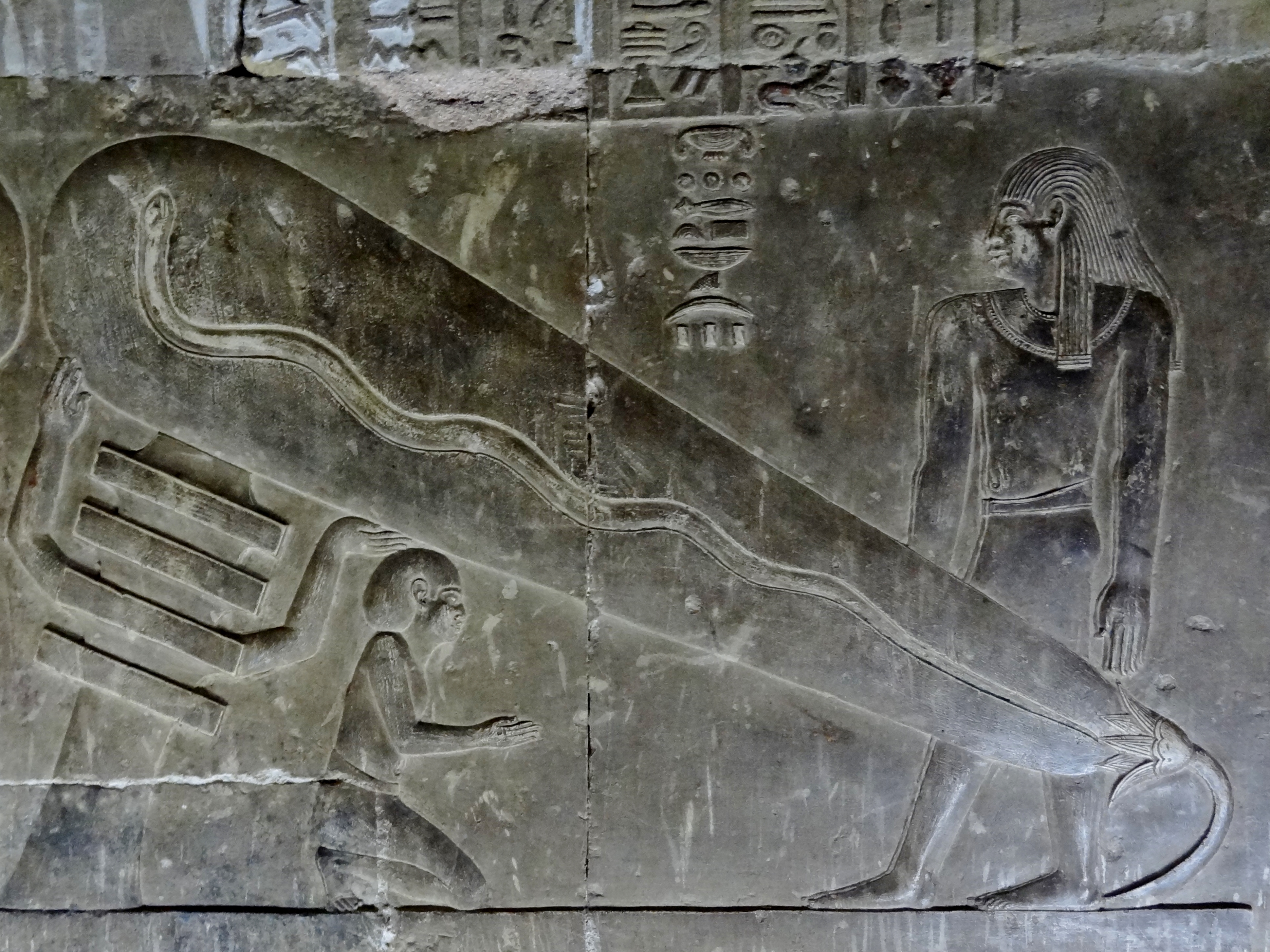
Objekt 2a
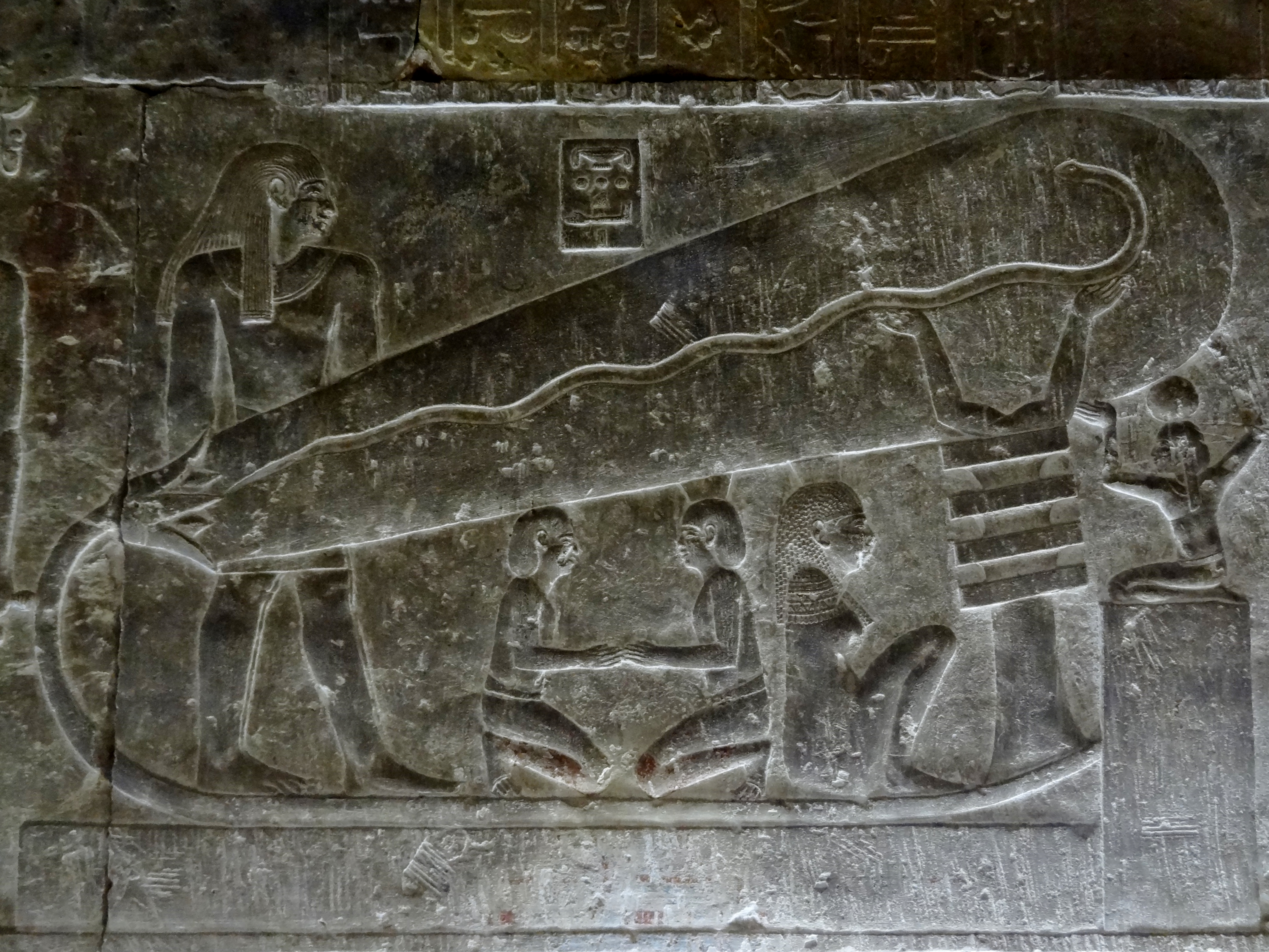
Objekt 3a
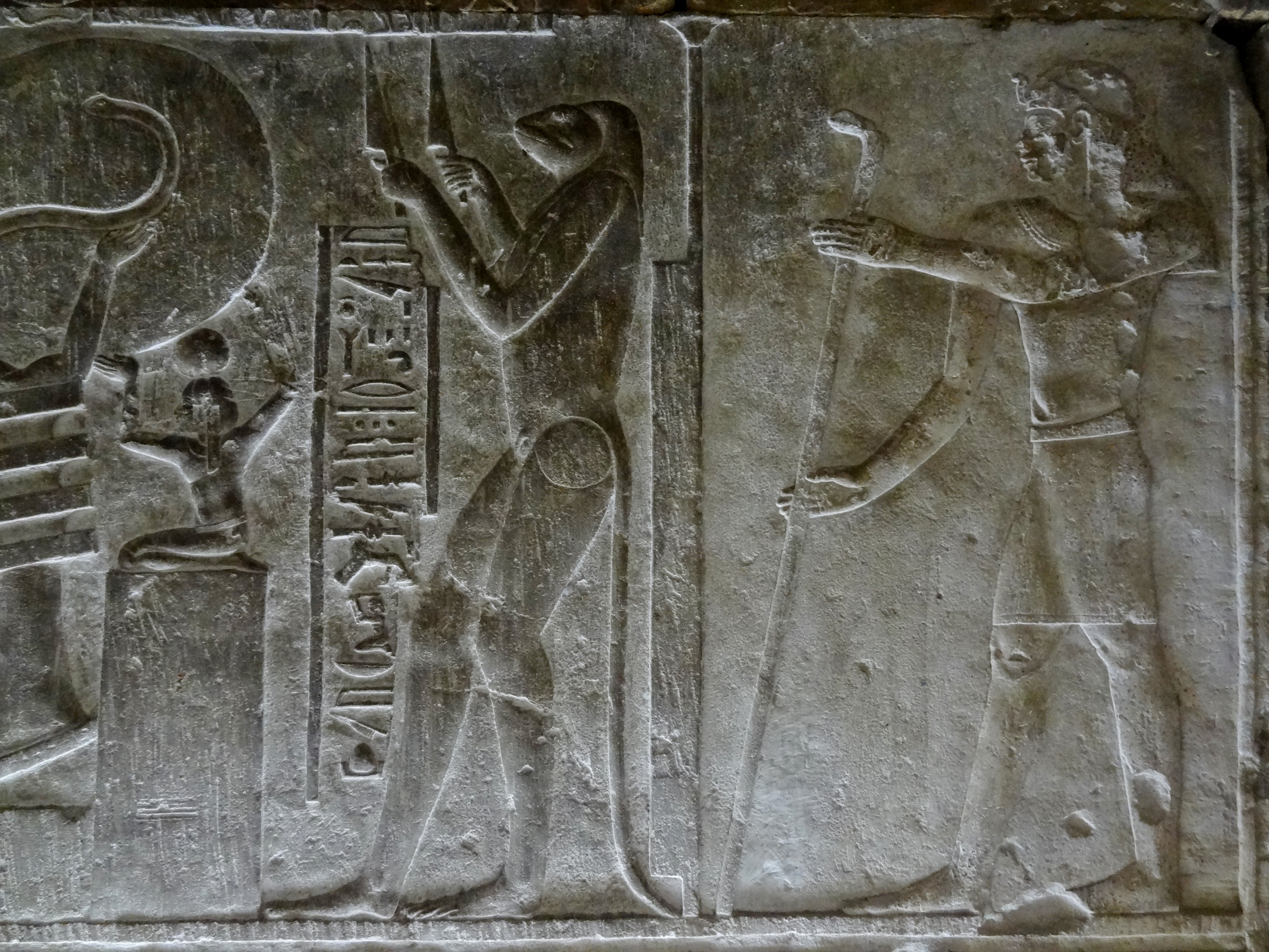
Affenfigur mit Krötengesicht Objekt 3a
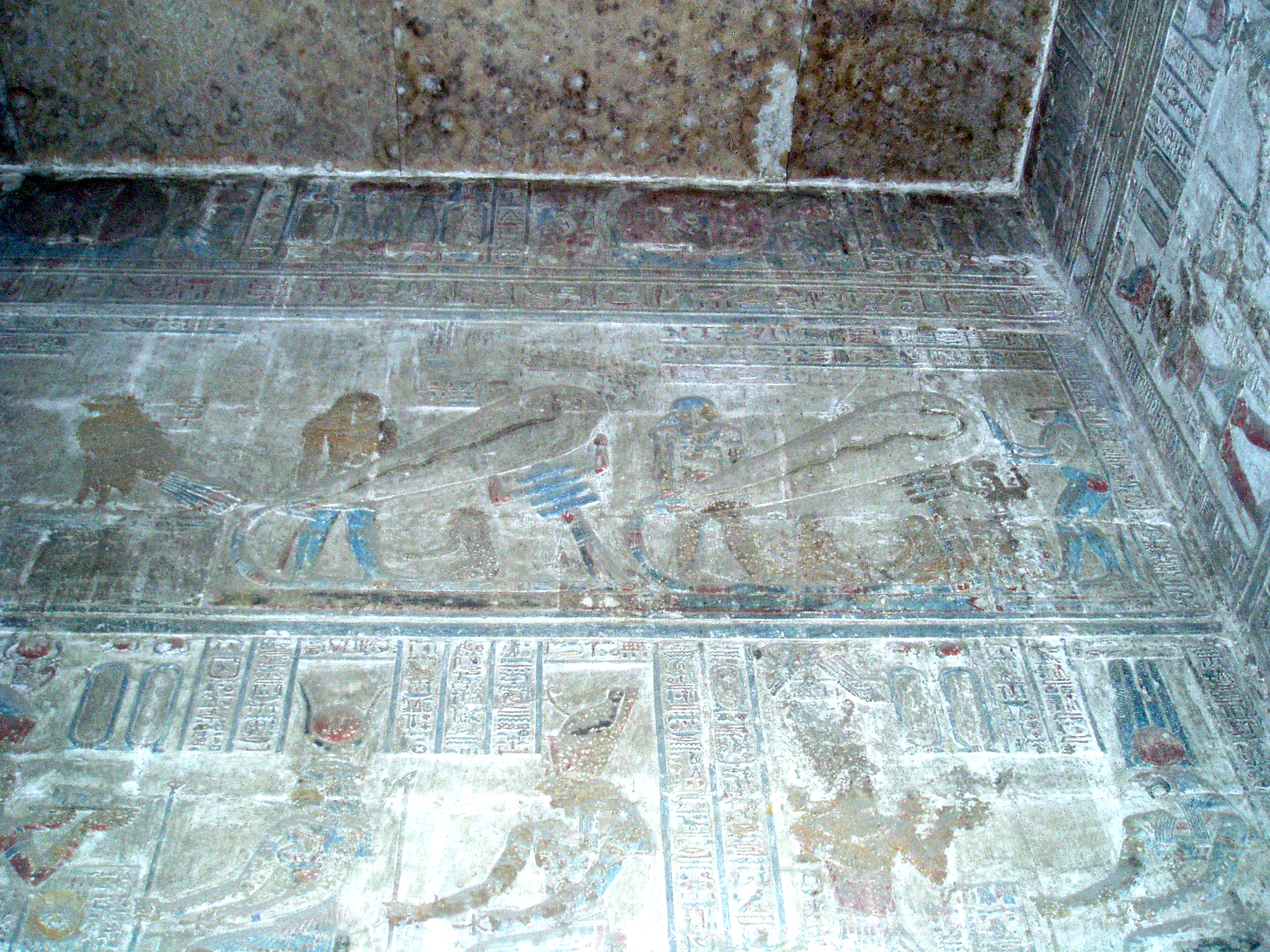
Farbiges Relief im Erdgeschoss

## Ägyptologie
Die Inschriften, welche die Reliefs umgeben, weisen auf den Mythos der aufgehenden Sonne in Gestalt des Schlangengottes Harsomtus hin, der „aus seiner Lotosblüte hervor kommen und in Dendera vor den ihn erwartenden Götterkapellen erscheinen“ soll. Es gibt vergleichbar aufgebaute Texten in Papyri früherer Epochen, in denen derselbe Ablauf des Festes der aufgehenden Sonne beschrieben wird. Unterschiede bestehen in den Namen der Hauptakteure.
In der Bildabfolge von nördlicher nach südlicher Richtung hin treten zunächst die „Barken der Nacht“ und anschließend die „Barken des Tages“ in Aktion. Das Bildgeschehen zeigt den allmorgendlichen Aufgang der Sonne. Die Reliefs passen zu dem althergebrachten Sonnenmythos der Alten Ägypter und zu den Reliefs von Tages- und Nachtbarken in den oberen Stockwerken des Tempels, insbesondere in der Dachkapelle des Hathor-Tempels, die Hermann A. Schlögl untersuchte. Sie zeigen die Barken, die große Lotos-Blüten transportieren, aus denen Harsomtus in Gestalt einer Schlange emporsteigt. Allerdings fehlen hier die Hen-Behälter um die Schlangen herum. Eine dritte Darstellungsform von Harsomtus zeigt den Gott als Kind, aus einer Lotosblüte emporsteigend.

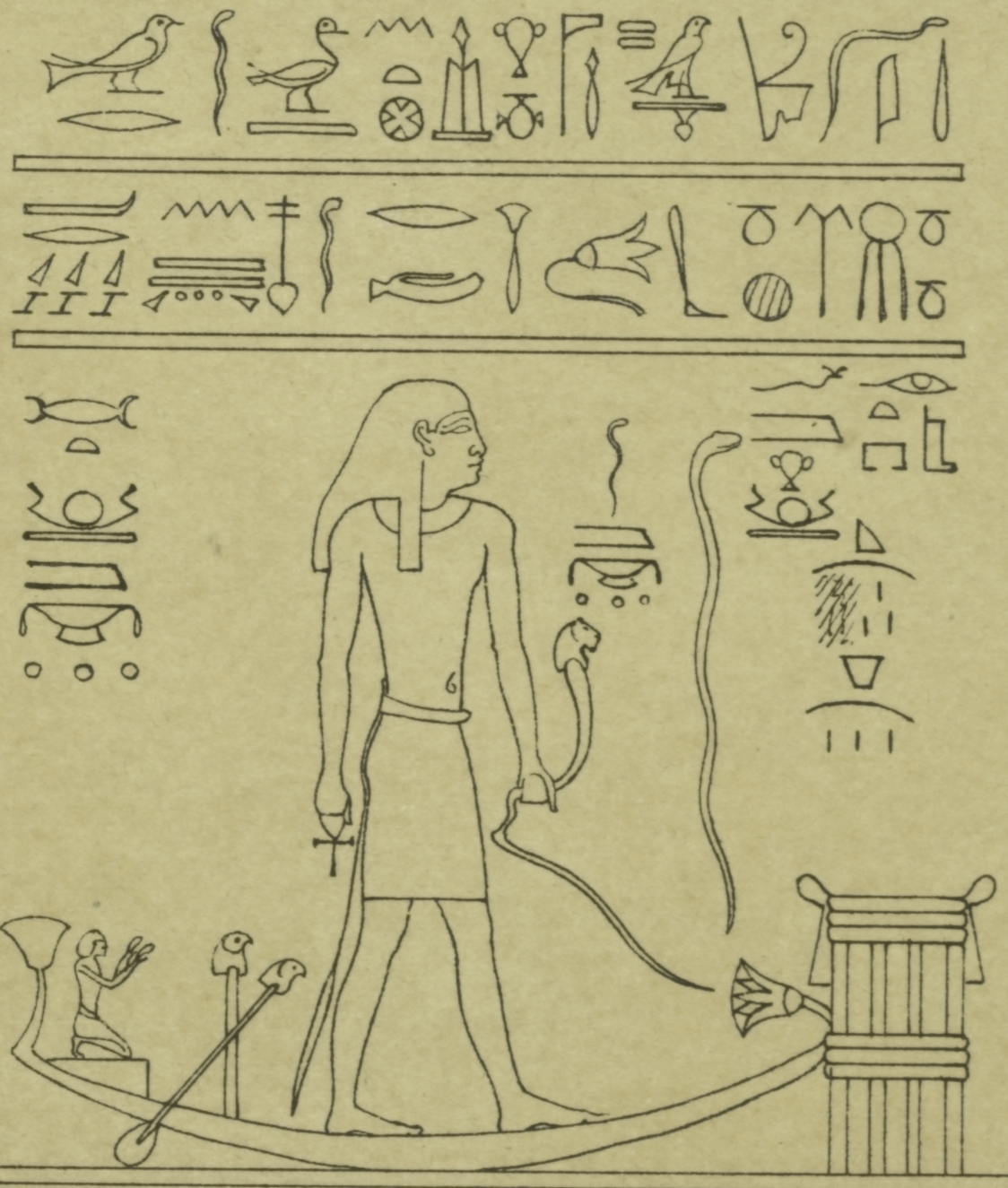
Harsomtus in Schlageform
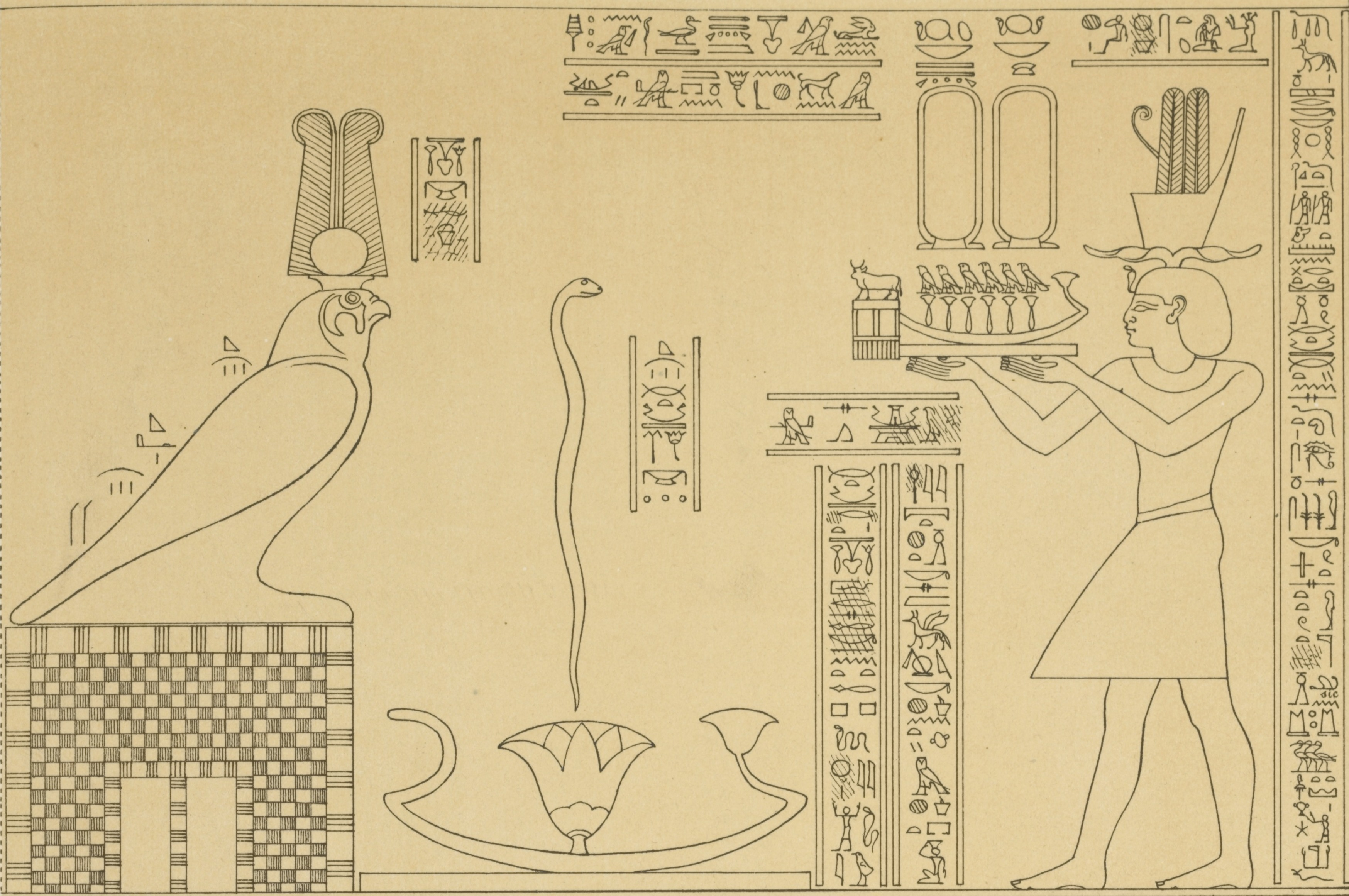
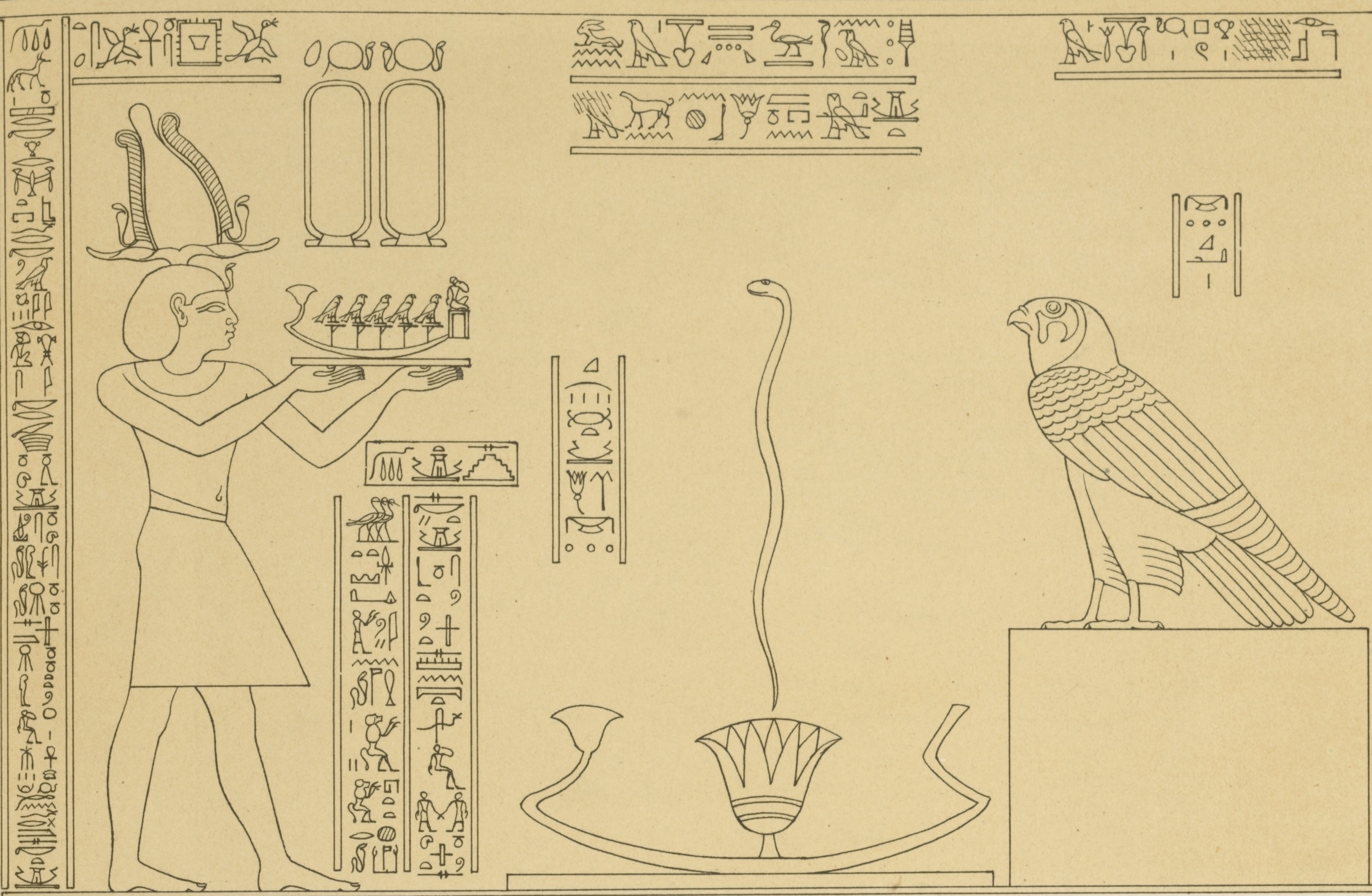
Harsomtus entspringt einer Lotosblüte auf einem Schiff
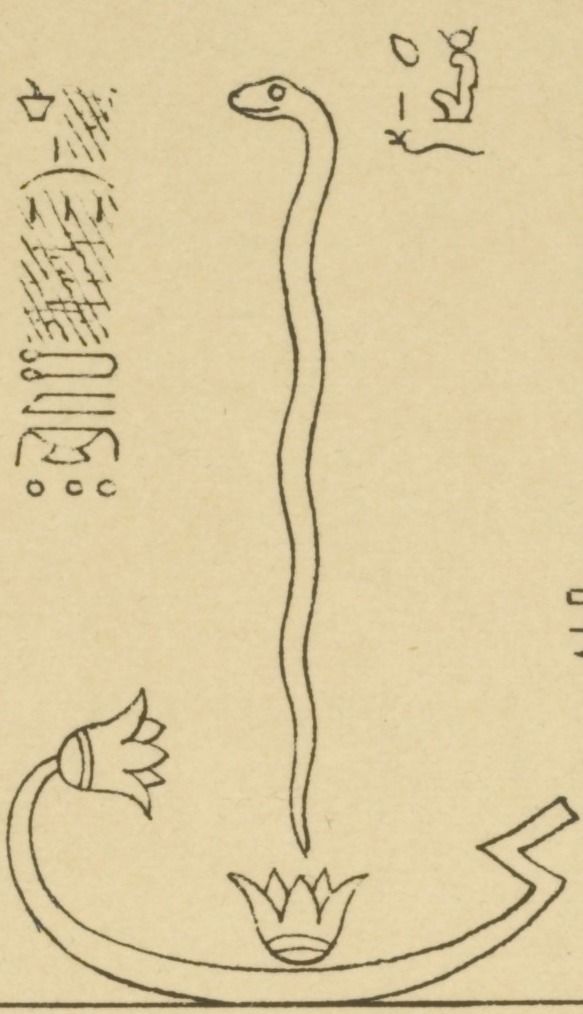
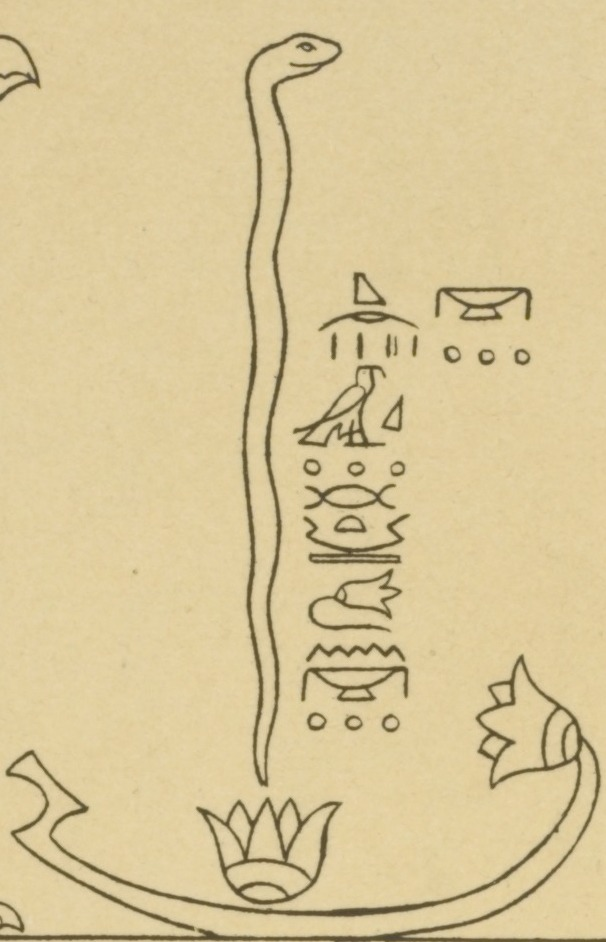
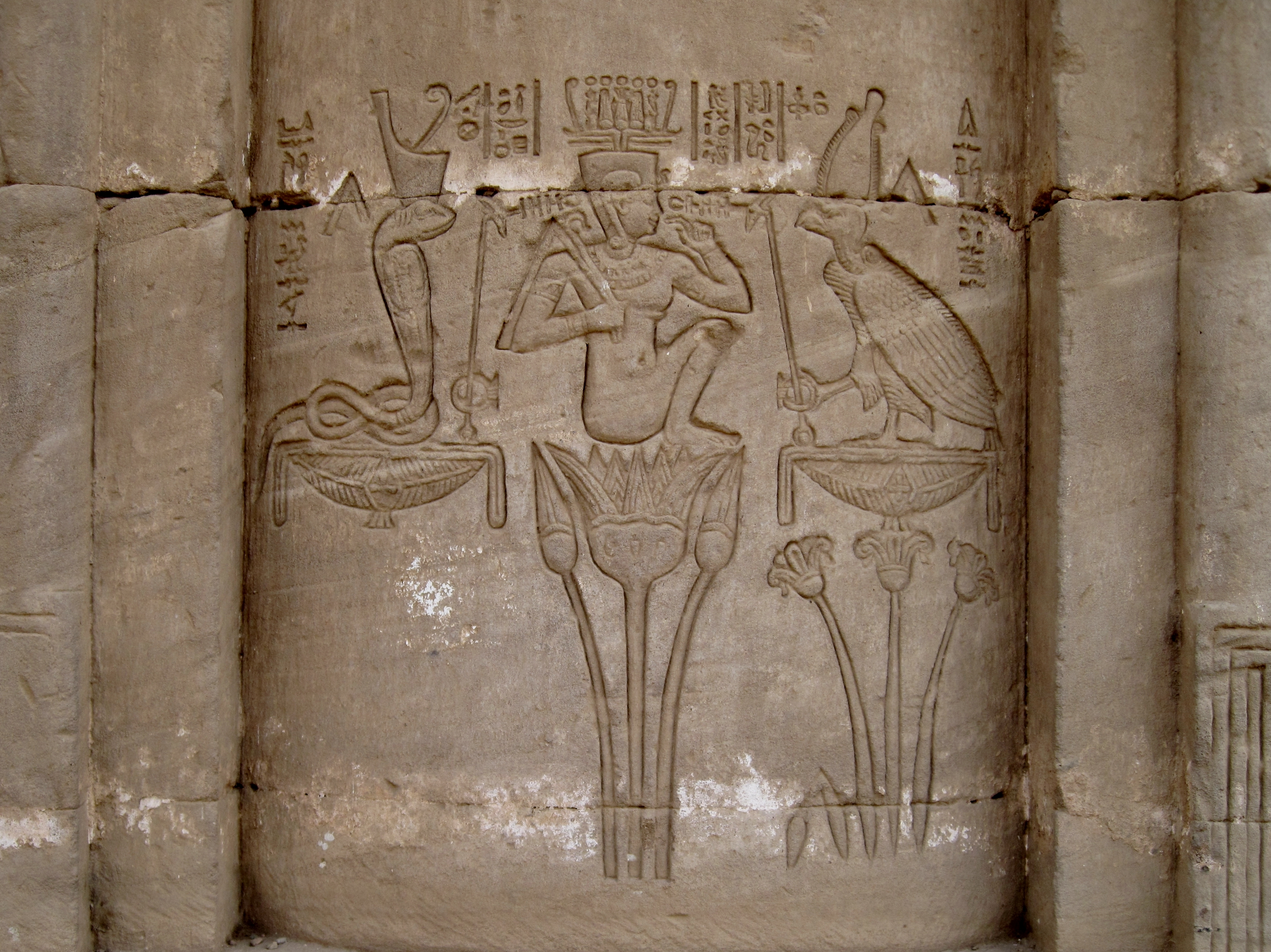
Harsomtus als Kindgott mit Jugendlocke entspringt Lotosblüte

Die Hen-Behälter in den Krypten werden in den begleitenden Texten als Hen bezeichnet, was in der Tat „Behälter“, „Kasten“, aber auch „Mutterleib“ bedeuten kann. In Zusammenhang mit dem Sonnenmythos um Harsomtus und der aufgehenden Sonne können die Hen-Behälter als Mutterleib der Himmelsgöttin Nut identifiziert werden. Dass Harsomtus (in Gestalt der Schlange) sich noch im Mutterleib aufhält, soll gemäß Waitkus darauf hinweisen, dass der Mutterleib der Nut hier teilweise auch als die Unterwelt verstanden werden kann. Harsomtus, die „leuchtende Urschlange“, steigt aus der Unterwelt auf und versucht, diese zu verlassen, um in seiner goldenen Tagesbarke den Morgenhimmel zu überqueren. Als Beleg für diese Auslegung zieht Waitkus religiöse Texte und Abbildungen aus dem Neuen Reich heran. In diesen wird an Stelle des Harsomtus der Auferstehungsgott Chepri in Gestalt eines Skarabäus abgebildet, wie er die Unterwelt während der 5. Stunde des Amduat verlässt, um als Cheper-Re gleichsam den Morgenhimmel in seiner goldenen Tagesbarke zu überqueren. Auch hier ist die Unterwelt als hügelförmiges, beziehungsweise blasenförmiges Gebilde dargestellt. Manche dieser Urhügel-Abbildungen sind mit der figürlichen Abbildung der Göttin Nut kombiniert und fungieren überdeutlich als Mutterleib der Himmelsgöttin. 
Es ist nicht ungewöhnlich, dass die Hen-Behälter wie transparente Glaskolben aussehen, weil die Ägypter geschlossene und blickdichte Behälter, gern im Querschnitt darstellten, wenn sich darin etwas befand, gleichgültig, ob real existent oder in einer religiös-symbolischen Vorstellung. Ein solches Arrangement wurde von den Ägyptern Seschemu genannt und bezeichnete ein Kultobjekt oder einen Götzen, der in einem heiligen Gefäß verborgen war und nicht gesehen werden sollte.
Zu den Begleitfiguren und -objekten, welche um die Barke herum positioniert sind, gehört der Djed-Pfeiler mit Armen. Die Arme stützen meist den Hen-Behälter, in manchen Reliefs reichen die Arme in den Hen-Behälter hinein und stützen Harsomtus. Der Djed-Pfeiler ist das Symbol der Ewigkeit. Die symbolische Aussage ist also, dass sowohl der Unterwelt, beziehungsweise dem Mutterleib der Nut, als auch Harsomtus ewiges Bestehen zugesichert werden soll. 
Manche Reliefs weisen unter dem Hen-Behälter kleine, hockende und sich gelegentlich zugewandte Figuren auf. Da diese beiden Figuren in den Räumen der oberen Stockwerke mit Namen bezeichnet sind, können sie als die Götter Schu und Heh identifiziert werden. Beides sind Luftgottheiten und ihre Anwesenheit unterstreicht die symbolische Bedeutung der Hen-Behälter als Mutterleib der Nut. Eine weitere Begleitfigur ist der aufrecht gehende, mit Messern bewaffnete Pavian vor den Himmelssphären. Der weiße Pavian, ägyptisch Juf genannt, steht in enger Bindung zum Mond- und Zeitgott Thot. Da der messerbewehrte Affe in einem Relief auftritt, in der auch zum ersten Mal eine „Barke des Tages“ erscheint, ist eine Rolle als „Beschützer des neugeborenen Harsomtus (= aufgehende Sonne)“ anzunehmen. Auch dies harmoniert mit traditionellen Überlieferungen, nach denen Gottheiten wie Thot, Chnum, Seth und Horus als Beschützer der Sonne und ihrer Himmelsbarke diese auf ihrer alltäglichen Reise begleiteten und vor der Finsternis und dem Chaos beschützten.

## Pseudowissenschaftliche Glühbirnen-Theorie
Pseudowissenschaftler, wie Peter Krassa, Reinhard Habeck, Erdoğan Ercivan oder Erich von Däniken, sind der Ansicht, dass es sich bei den Motiven um die Abbildungen früher Glühlampen handelt. Dies sei ein Hinweis auf die Nutzung von Elektrizität in dieser Zeit. Sie führen dafür folgende Argumente an.
Angeblich findet sich in keinem der unterirdischen Räume Spuren von Ruß, der aber vorhanden sein müsste, wenn die alten Ägypter Fackeln verwendet hätten. Allerdings weisen Ägyptologen darauf hin, dass viele Grabmäler und Krypten von oft zentimeterdicken Rußschichten befreit werden mussten und sich in vielen Pyramiden und Gräbern heute noch Rußablagerungen nachweisen lassen. Zudem sei es mit Hilfe einfacher Öllampen, gefüllt mit Palm- und Olivenöl, möglich, nahezu rußfrei zu leuchten, so dass eine unerwünschte Schwärzung der Wanddekorationen vermeidbar war.
Die postulierten Glühlampen seien mit galvanischen Elementen betrieben worden. Ein solches habe man mit der sogenannten Bagdad-Batterie gefunden. Allerdings war diese nicht funktionstüchtig und ist seit 2003 verschollen.
Sie deuten die Tages- und Nachtbarken als Stromleitungen, die Djed-Pfeiler als Hochspannungsisolatoren und die sich windenden Schlangen als elektrische Entladungen. Die kleinen Figuren unter den Glühbirnen werden als Plus- und Minuspol gedeutet. Der messerbewehrte Affengott Upu soll auf die Gefahren hinweisen, die bei unsachgemäßer Handhabung drohen würden. Der Gott Ihi, welcher zweien der Reliefs vorangeht, wird als Leuchterscheinung nebst Geräuschkulisse gedeutet, wie sie bei einer elektrischen Entladung auftreten können, da er ein Sistrum in Händen hält und gemäß Beischrift die Festlichkeiten mit Gerassel begleitet. Ihi galt als Musikant der Götter.
Gemäß der Prä-Astronautik sollen in den Reliefs und Texten Hinweise versteckt sein, wonach die ägyptischen Götter als Außerirdische die Ägypter besucht und ihnen den Umgang mit hochentwickelter Waffentechnologie beigebracht hätten. Die Außerirdischen hätten die Ägypter in ihr High-Tech-Wissen eingeweiht, so auch in die Herstellung und Handhabung von elektrischen Lichtquellen. In diesem Zusammenhang werden altägyptische Grabsprüche und Gebetstexte aus allen Epochen so ausgelegt, dass es sich um verschlüsselte Funksprüche zwischen Luftschiffen handelt.
Die Außerirdischen seien von den Ägyptern als Götter interpretiert worden. Diese Geschehnisse seinen in der Form von Epen festgehalten worden.